# Taking Chances
Taking Chances is een album van de Canadese zangeres Céline Dion, dat in november 2007 uitgebracht werd. Het is haar eerste Engelstalige album sinds "One Heart" (2003). Voor dit album heeft Dion grotendeels met grote namen uit de muziekindustrie gewerkt, die vooral bekendstaan om hun werk in de rock- en R&B-genres. Eerder is door USA Today onthuld, dat het album "The Woman In Me" zou heten. Die titel was een opvallende keuze, aangezien een andere Canadese zangeres ook een album heeft uitgebracht met dezelfde naam. Shania Twain bracht haar "The Woman In Me" uit in 1995.
De eerste nummers van het album zijn al vroeg in het jaar opgenomen, dit zijn onder andere de nummers van Ben Moody. Een van die nummers is tevens medegeschreven door Scott Chapman en Michael Tait. De rest van het album is opgenomen tijdens haar zomervakantie (2 juli - 15 augustus). Het eerste nummer dat is opgenomen tijdens die vakantie is een piano ballad geschreven door de Zweedse pianist Robert Wells en Anders Bagge, "A Song For You". R. Kelly heeft twee nummers geschreven voor het album en ook R&B-ster Ne-Yo heeft er een geschreven. Tevens zou Timbaland een groot deel van het album produceren. Ook de Australische zangeres Delta Goodrem heeft, samen met Kristian Lundin het nummer "Eyes On Me" voor Dion hebben geschreven. Op het album staat ook een cover van "Alone", een megahit uit de jaren tachtig van de groep Heart. In tegenstelling tot Dions vorige Engelstalige platen, heeft Taking Chances met 3,1 miljoen verkochte exemplaren wereldwijd niet het gewenste resultaat opgeleverd. Ook de singles bleven in de onderste regionnen van de hitlijsten steken.

## Tracklist
| #                    | Titel                         | Schrijvers                                           | Producers                        | Lengte |
| -------------------- | ----------------------------- | ---------------------------------------------------- | -------------------------------- | ------ |
| 1.                   | "Taking Chances"              | K. DioGuardi, D. Stewart                             | J. Shanks                        | 04:07  |
| 2.                   | "Alone"                       | B. Steinberg, T. Kelly, D. Campbell                  | B. Moody, D. Hodges              | 03:23  |
| 3.                   | "Eyes On Me"                  | K. Lundin, D. Goodrem, S. Kotecha                    | K. Lundin                        | 03:53  |
| 4.                   | "My Love"                     | L. Perry                                             | -                                | 04:08  |
| 5.                   | "Shadow Of Love"              | A. Nova, A. Bagge, P. Sjöström                       | A. Bagge                         | 04:10  |
| 6.                   | "Surprise, Surprise"          | K. DioGuardi, A. Howes, M. Harrington                | K. DioGuardi, E. "Eman" Kiriakou | 05:14  |
| 7.                   | "This Time"                   | B. Moody, D. Hodges, D. Campbell, S. McMorran        | B. Moody, D. Hodges              | 03.47  |
| 8.                   | "New Dawn"                    | L. Perry                                             | -                                | 04.45  |
| 9.                   | "A Song For You"              | A. Bagge, R. Wells, A. Nova                          | A. Bagge                         | 03.27  |
| 10.                  | "A World To Believe In"       | R. Ciciola, T. Izzo, L. Gold                         | J. Shanks                        | 04.08  |
| 11.                  | "Can't Fight The Feeling"     | A. Nova                                              | -                                | 03.51  |
| 12.                  | "I Got Nothin' Left"          | S. "Ne-Yo" Smith, C. Harmon                          | S. "Ne-Yo" Smith                 | 04.20  |
| 13.                  | "Right Next To The Right One" | T. Christensen                                       | -                                | 04.10  |
| 14.                  | "Fade Away"                   | A. Nova, P. Astrom, D. Stenmarck                     | -                                | 03.17  |
| 15.                  | "That's Just The Woman In Me" | K. Rew, L. Gold                                      | J. Shanks                        | 04.33  |
| 16.                  | "Skies Of L.A."               | T. "The-Dream" Nash, C. "Tricky" Stewart, T. Harrell | C. "Tricky" Stewart              | 04:24  |
| Japanse bonus tracks |                               |                                                      |                                  |        |
| 15.                  | "Map To My Heart"             | G. Roche, S. Peiken                                  | -                                | 04:15  |
| 16.                  | "Let Me Be Your Soldier"      | -                                                    | -                                | -      |

## Single
Volgens de website van tekstschrijfster Kara DioGuardi, wordt het nummer dat zij heeft geschreven met Dave Stewart en dat geproduceerd is door John Shanks, "Taking Chances", de eerste single van het album.

## Promotie
In september vond een grote persconferentie plaats waarin dit album werd aangekondigd (plus de overige data van Dion's wereldtournee). Ook zou Dion in oktober naar Europa komen om zowel dit album, als "D'elles" en haar wereldtournee, te promoten. Aangekondigd werd ook dat Céline in Frankrijk de nieuwe reeks van Star Academy zou openen (samen met Kylie Minogue) en dat ze een optreden in een show van Michael Drucker in Montpellier zou geven. Ook zou ze in Engeland haar opwachting maken bij de X-Factor, waarbij ze de kandidaten zou coachen en een optreden geven. Haar wereldtournee zou op Valentijnsdag 2008 beginnen in Zuid-Afrika. Dion gaf op 2 juni 2008 een show in de Amsterdam Arena. Het was het eerste concert sinds negen jaar in Nederland.